# The Journal of Japanese Studies
The Journal of Japanese Studies (JJS) ist die einzige interdisziplinäre Zeitschrift, die sich ausschließlich der Japanologie in den Vereinigten Staaten widmet. Sie wird halbjährlich im Winter und Sommer von der Society for Japanese Studies an der University of Washington herausgegeben. Die Zeitschrift erschien erstmals im Herbst 1974 mit Kenneth Pyle und Susan Hanley als ersten Herausgebern. Sie wird gegenwärtig von Marie Anchordoguy und John Whittier Treat herausgegeben. 
Finanzielle Unterstützung für die Zeitschrift kam insbesondere aus Spenden der Ford Foundation und der Japan Foundation, von der University of Washington und dem Japan-U.S. Friendship Committee.
Die Zeitschrift besteht aus Artikeln, Symposien-Beiträgen und einem großen Abschnitt für Buchrezensionen. Seit der Sommerauflage 1983 (Jahrgang 9, Nr. 1) erhielt sie meist auch einen Abschnitt für Kommentare und Meinungsäußerungen  zu kontroversen Themen des Fachgebietes und für das Einbringen von Fragen in die wissenschaftliche Debatte. Diese Maßnahme erfolgte in Anerkenntnis der Tatsache, dass das Journal de facto als Mittel zur Kommunikation und Debatte über bereits länger existierende Differenzen in dem Fachgebiet gilt. Diese Richtungsänderung erfolgte vielleicht in Reaktion auf eine Reihe von kontroversen Debatten über die Arbeiten von E.H. Norman, einem kanadischen Historiker in Japan.
Die letzten Ausgaben des Journals teilen sich nahezu gleichmäßig in Beiträge über Literatur, Geschichte und Politikwissenschaft, hinzu kommen vereinzelt Artikel über Anthropologie.
Die Winterausgabe 1985 (Vol. 11, No. 1) und Sommerausgabe 1989 (Vol. 15, No. 2) enthalten einen Index der Autoren für jede Kategorie, in die das Magazin unterteilt ist (Symposium, Articles, Opinion and Comment, Book Reviews).
Neue Ausgaben sind Project MUSE zu finden, Ausgaben, die älter als 5 Jahre sind, bei JSTOR.